# Association Amal pour les Arts culinaires en faveur des femmes nécessiteuses
Pour les articles homonymes, voir Amal.
Amal Centre de Formation pour les arts culinaires et Restaurant Marocain (en arabe جمعية الامل لفنون الطبخ ; en anglais Amal Women's Training Center and Moroccan Restaurant) est une organisation à but non lucratif située à Marrakech au Maroc, qui aide les femmes en situation de précarité à acquérir de l'expérience professionnelle en les formant à la cuisine marocaine et internationale,.

## Histoire

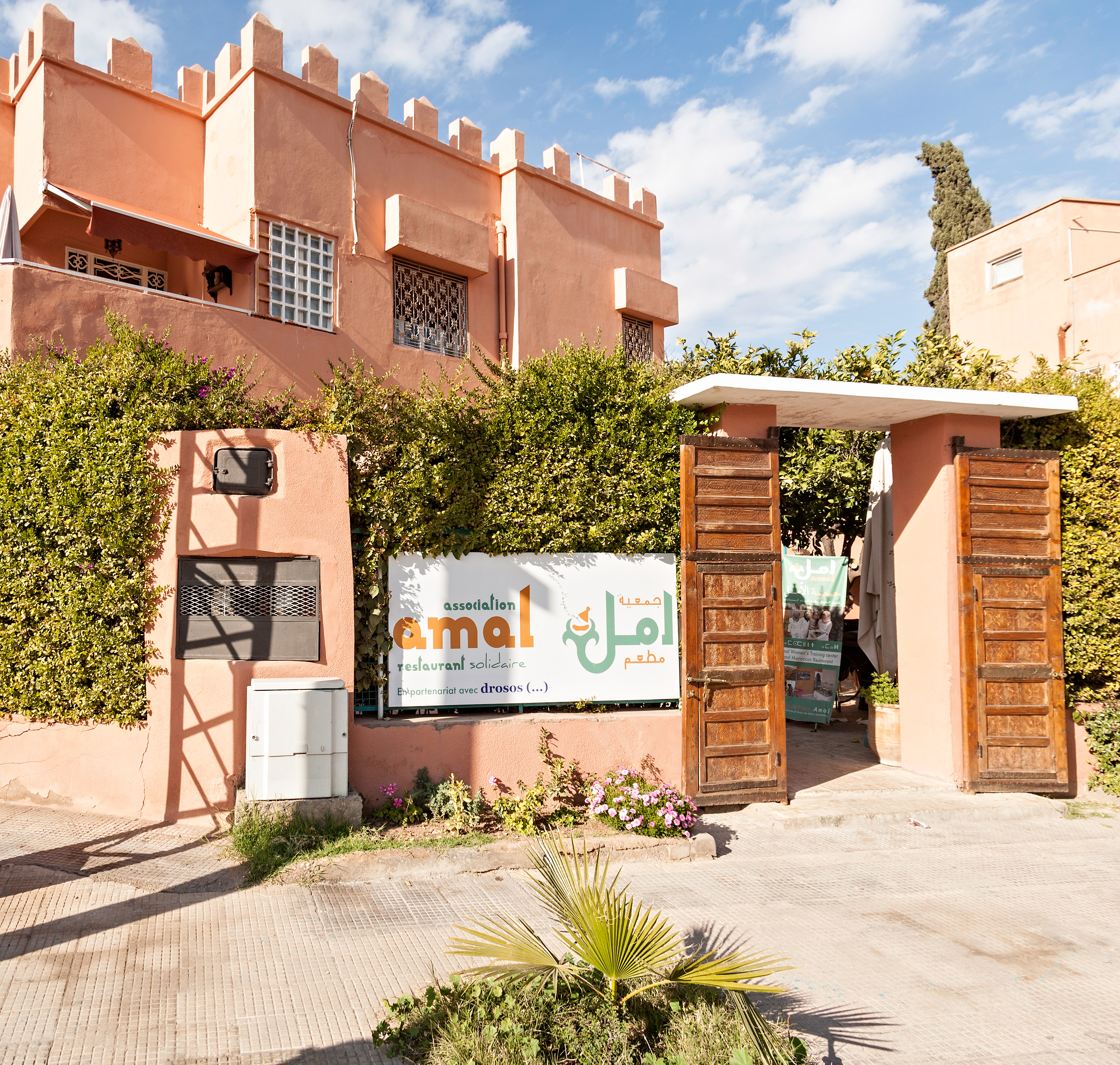
Entrée du centre

Nora Belahcen Fitzgerald a eu l'idée de créer une organisation pour aider les femmes défavorisées du Maroc en 2006 après avoir rencontré une mère célibataire qui mendiait dans la rue, cette dernière gagnait entre "20-30 dirhams" par jour (environ 2.70 €, 3.40 $ en 2006),. Belahcen Fitzgerald a été inspiré par l'Association Solidarité Féminine basée à Casablanca, l'association exploite un hammam, une pâtisserie et un restaurant pour aider des mères célibataires à surmonter la pauvreté et la stigmatisation sociale. Le conseil et la formation professionnelle. Nora a décidé de commencer à aider ces femmes en leur enseignant à préparer des gâteaux dans le centre de langue de sa famille. Ceci s'est avéré avoir du succès et les participantes ont pu gagner leurs vies en utilisant leurs nouvelles compétences. En 2008, Belahcen Fitzgerald a commencé à embaucher des femmes marocaines défavorisées pour préparer les repas des événements qu'elle organisait pour ses amis.
Après ces premiers essais, Belahcen Fitzgerald a cherché à créer un programme permanent pour fournir le support aux femmes désavantagées. Elle a trouvé une propriété à louer, et a enregistré Amal Centre de Formation pour les arts culinaires et Restaurant Marocain comme une association à but non lucratif en 2012. Au début de 2013 le Centre a collecté plus de $7300 par financement participatif sur RocketHub, excédant son but de $5000. L'argent a été utilisé pour acheter l'équipement de cuisine et assurer que la cuisine répondait aux normes,. Le restaurant a ouvert ses portes en avril 2013, et en juillet 2013, une subvention de trois ans a été attribuée au centre par la Fondation Drosos avec l’objectif de rendre le programme autonome dans l'horizon de 2016. Le premier groupe de stagiaires a commencé à suivre formation en février 2014,. Dans le premier mois d'opération, plusieurs clients du restaurant ont exprimé de l'intérêt à embaucher les futurs diplômées d'Amal dans des hôtels locaux et des restaurants. En raison du premier succès du restaurant, le centre a mené un deuxième campagne de financement participatif sur RocketHub en 2014, qui a levé plus de $9600 de fonds, qui ont été utilisés pour acheter des tables et chaises supplémentaires pour les clients, des uniformes pour les stagiaires et plus d'équipement de cuisine. En Octobre 2015, le centre a reçu € 25000 par la Fondation Orange,,.

## Restaurant

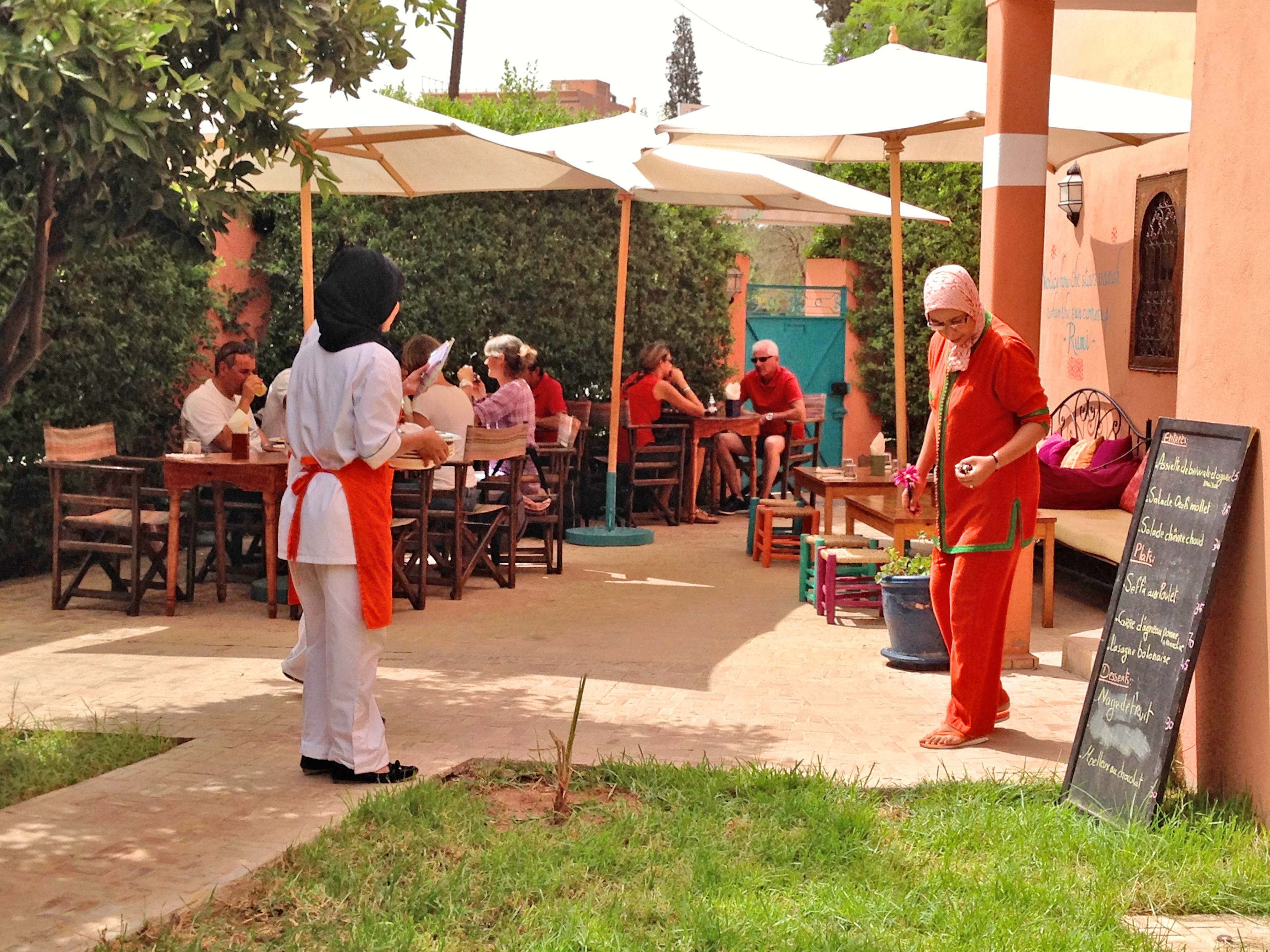
La Terrasse du restaurant.

Le menu du restaurant change quotidiennement et inclut des plats marocains traditionnels aussi bien que des sélections internationales. Début 2015 le restaurant a atteint en moyenne 100 clients par jour et 200 le vendredi, jour du couscous. Le restaurant est ouvert pour le déjeuner quotidiennement de 12:00 à 16:00 et pour le dîner par réservation pour les groupes de 20 ou plus. Le restaurant offre aussi un service catering pour évènements. Les cours de cuisine marocaine sont offerts au public et sont disponibles en arabe, anglais et français,.

## Stagiaires

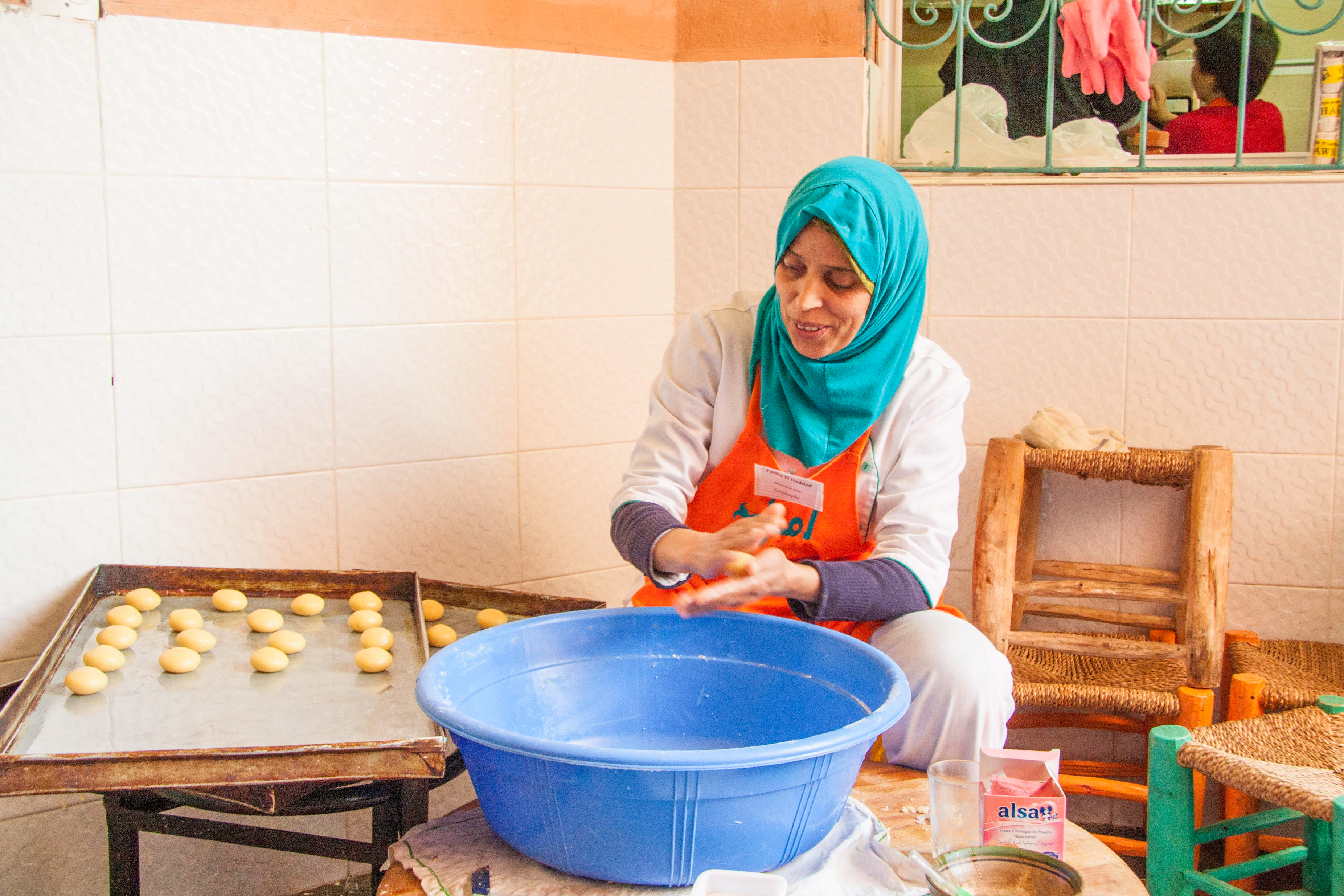
Une des professeurs culinaires préparant ghoriba (un gâteau marocain traditionnel)

Les stagiaires du centre sont généralement des mères divorcés, des veuves, des orphelins, ou des anciennes "petites bonnes", avec peu d’éducation formelle. Les participantes sont dirigées vers Amal par d'autres organismes à but non lucratif, leur sélection finale se fait par l'assistante sociale du centre, basées sur des critères de précarité et de motivation à recevoir une formation pour réaliser leur indépendance financière,. Environ 15-20 femmes sont choisies deux fois par an pour compléter les 4–6 mois de formation,. Après l'achèvement de la formation au centre, on leur fournit le support pour trouver l'emploi le plus adéquat,,.

## Personnel et volontaires

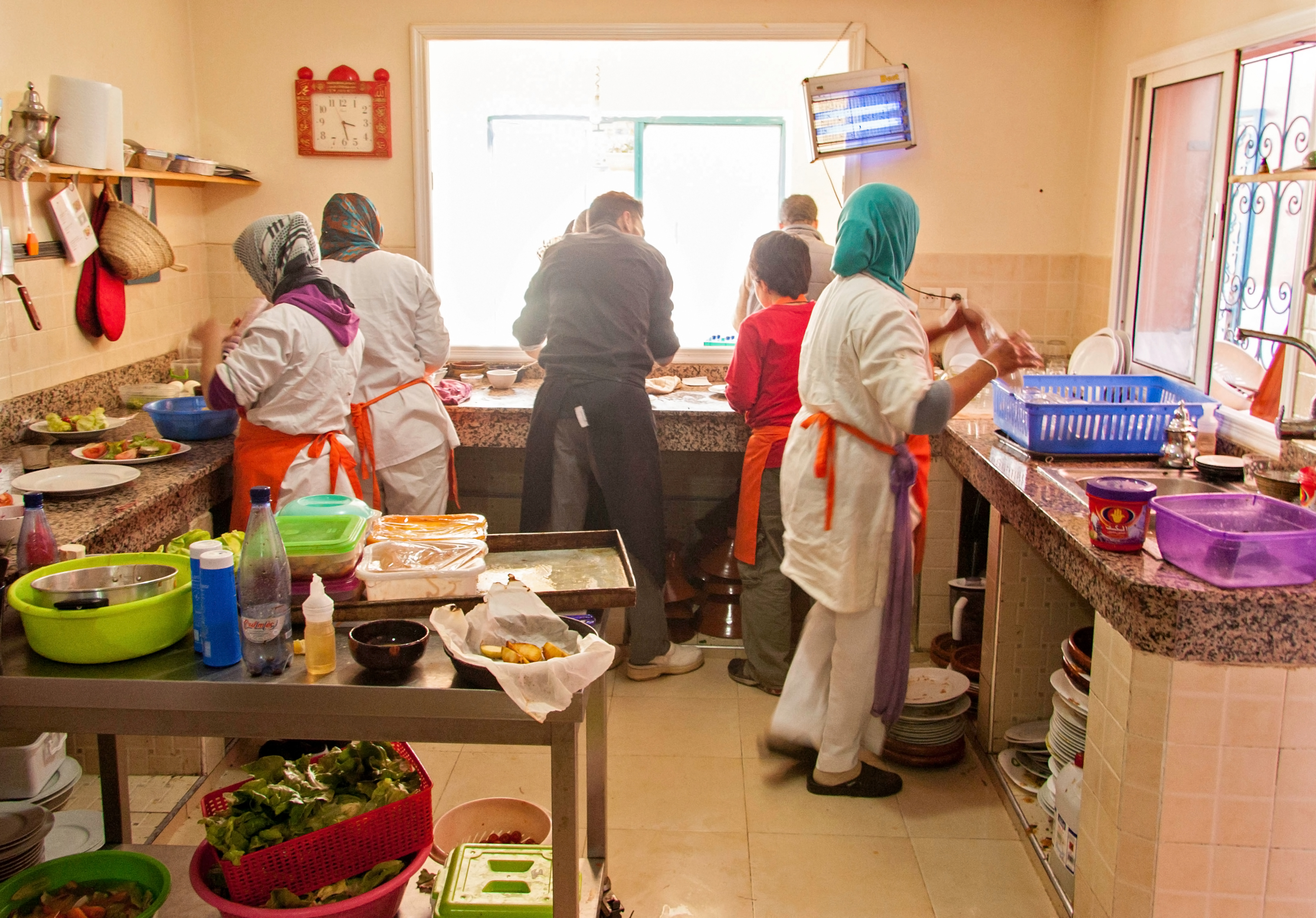
Les stagiaires et volontaires en train de préparer le déjeuner avec le professeur culinaire dans la cuisine du centre

Le centre a 15 salariés à plein temps, y compris le personnel de programme et des professeurs culinaires.
À partir de 2015 le centre compte 12 volontaires réguliers : un professeur d’arabe, deux professeurs d’anglais, deux professeurs de français, un traducteur, un coach de vie, deux professeurs d'hygiène, un psychologue et deux professeurs qui aident les stagiaires à développer la résolution de conflit et les compétences de communication. Il y a aussi plusieurs volontaires ponctuels, qui aident dans des capacités diverses,,.
Nora Belahcen Fitzgerald est la présidente de l'organisation. Le directeur général est Moulay Hassan Aladlouni, un Marocain qui a eu son MBA (Master en administration des entreprises) de l'Université de La ville de New York.

## Opérations
Les participantes du programme reçoivent des stages dans le domaine où elles sont formées « les arts culinaires » et assistent aussi aux classes d'arts et d’artisanat. On leur fournit deux repas par jour, une bourse de transport, une formation en compétences de vie, une thérapie individuelle et de groupe et un bonus sur l'achèvement réussi du programme. Des cours de langues d’alphabétisation sont offerts en arabe (parce que beaucoup de stagiaires sont illettrés), l'anglais et le français. En partenariat avec Search for Common Ground, le centre instruit les stagiaires sur des sujets tels que la planification de vie, la responsabilisation, la Communication non-violente et la santé reproductive,. Des stages auprès d'entreprises extérieures préparent les femmes pour leurs carrières après avoir terminé la formation au centre. Environ 45 % du revenu du centre de formation vient des ventes de restaurant, 5 % de donations privées et 50 % restants de la Fondation Drosos,. Tous les bénéfices sont intégralement réinvestis dans le programme de formation,,.